# Битва за Прагу (1794)

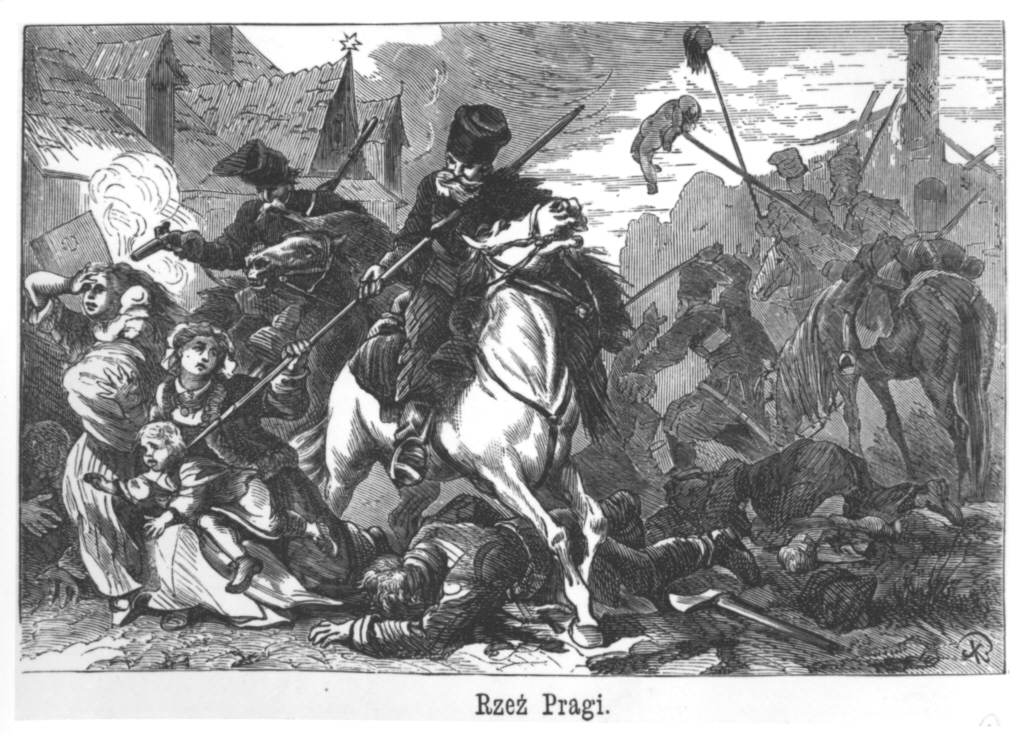
Різанина в Празі, польська гравюра XIX століття

Битва за Прагу (зазвичай Празька різанина) — штурм російськими військами під командуванням О. В. Суворова 4 листопада 1794 передмістя Варшави, Праги, що закінчився масовою різанинею містян (пол. Rzeź Pragi). Останнє військове зіткнення повстання Костюшка, а водночас остання битва Речі Посполитої.
Штурм Праги з подальшим знищенням або полоном її захисників зломив волю польських повстанців до опору і привів до капітуляції Варшави, польське повстання 1794 року було придушене. Під час повстання Костюшка варшавська Прага була стратегічним пунктом оборони міста від російської армії, що наступала зі сходу. Наступаючі сили під командуванням Олександра Суворова налічували близько 23 тисяч солдатів і 104 гармати, тоді як оборонці, очолювані генералом Юзефом Зайончеком, могли виставити близько 13 тис. людей.
Празькі події негативно вплинули на ставлення європейців до Росії.

## Перебіг подій

### Різанина в Празі
Під час штурму сталася різанина міста.

Учасник подій Фон Клуга згадує:
У нас стріляли з вікон будинків і з дахів, і наші солдати, вриваючись в будинки, вбивали всіх, хто їм потрпляв… Жорстокість і жага помсти дійшли до найвищого ступеня… офі,ци були вже не в силах припинити кровопролиття… Біля мосту настала знову різанина. Наші солдати стріляли в натовп, не розбираючи нікого, — і пронизливий крик жінок, крики дітей наводили жах на душу. Справедливо кажуть, що пролита людська кров збуджує рід сп'яніння. Запеклі наші солдати в кожній живій істоті бачили губителя наших під час повстання у Варшаві. «Ні пардону нікому!» — кричали наші солдати і вбивали всіх, без різниці ні років ні статі…
За даними дослідників, під час битви за Прагу загинуло від 9000 повсталих і 7000 городян або до 20 000 разом узятих.